# 烏克蘭南部航空8971號班機空難
烏克蘭南部航空8971號班機空難是指2013年2月13日18時9分，一架隸屬於烏克蘭南部航空的An-24包機在頓內次克迫降时坠毁，造成機上至少5人死亡。